# Gabbro (Rosignano Marittimo)
Gabbro est une frazione de la commune de Rosignano Marittimo, province de Livourne. Au moment du recensement de 2011, sa population était de 898 habitants. 

## Géographie
Le hameau est situé  à environ 12 km de Livourne et à 10 km de Rosignano Marittimo. 
Il a donné son nom au type de roche connu sous le nom de gabbro. 